# Episodi di Jujutsu kaisen

Logo internazionale dell'anime utilizzato da Crunchyroll

Questa è la lista degli episodi di Jujutsu kaisen, serie televisiva anime tratta dal manga Jujutsu kaisen - Sorcery Fight di Gege Akutami, prodotta da MAPPA con regia di Sunghoo Park per la prima stagione e Shōta Goshozono per la seconda. La storia, ambientata nel Giappone odierno, segue il giovane Yuji Itadori che si unisce ad un'accademia di stregoneria per imparare a combattere entità malevoli chiamate maledizioni dopo essere diventato l'ospite di una di queste, Ryomen Sukuna.
La serie è stata annunciata nel numero 52 di Weekly Shōnen Jump del 2019, pubblicato il 24 novembre. Il primo episodio è stato trasmesso in anteprima il 19 settembre 2020 in streaming su YouTube e Twitter all'interno di una programmazione speciale di un'ora. La prima stagione è andata in onda su MBS e TBS di sabato dalle 01:25 nel blocco Super Animeism a partire dal 3 ottobre 2020. Il primo cour è stato trasmesso per 13 episodi fino al 26 dicembre con sigle di apertura e chiusura rispettivamente Kaikai kitan di Eve e Lost in Paradise di ALI in collaborazione con Aklo. Il secondo cour, di 11 episodi, è iniziato il successivo 16 gennaio con Vivid Ice dei Who-ya Entended per l'apertura e Give it back dei Cö shu Nie per la chiusura. L'ultimo episodio è stato trasmesso il 27 marzo 2021 alle 01:40 e si è concluso con l'annuncio del film Jujutsu kaisen 0 - Il film. L'edizione italiana è stata distribuita in simulcast su Crunchyroll sottotitolata. Un doppiaggio italiano è stato annunciato dalla piattaforma il 13 giugno 2022, in seguito al successo riscosso dall'edizione italiana del film. L'edizione doppiata è stata distribuita su Crunchyroll dal 26 luglio 2022 al 3 gennaio 2023 con un episodio a settimana.
La seconda stagione è stata annunciata il 12 febbraio 2022. È andata in onda in Giappone su MBS e TBS di giovedì dalle 23:56 divisa in due cour, intitolati Dote nascosta · Talento sprecato (懐玉・玉折?, Kaigyoku gyokusetsu) e L'incidente di Shibuya (渋谷事変?). Il primo, di cinque episodi, è stato trasmesso dal 6 luglio al 3 agosto 2023. Il secondo, di diciotto episodi, è iniziato il 31 agosto e si è concluso il 28 dicembre 2023. Le sigle di apertura e chiusura del primo cour sono rispettivamente Ao no sumika di Tatsuya Kitani e Akari di Soshi Sakiyama. La sigla di apertura del secondo cour è Specialz di King Gnu e quella di chiusura è More than words degli Hitsujibungaku. L'edizione italiana è distribuita in simulcast sottotitolata su Crunchyroll, che ne ha pubblicato un doppiaggio italiano dal 17 agosto 2023 al 18 gennaio 2024.
Al termine della trasmissione dell'ultimo episodio della seconda stagione un trailer ha annunciato la terza, intitolata Shimetsu kaiyū (死滅回游? lett. "Il girone mietitore").

## Lista episodi

### Prima stagione (2020-2021)
| Nº | Titolo italiano Giapponese 「Kanji」 - Rōmaji | In onda          | In onda           |
| Nº | Titolo italiano Giapponese 「Kanji」 - Rōmaji | Giapponese       | Italiano          |
| 1  | Ryomen Sukuna 「両面宿儺」 - Ryōmen Sukuna | 3 ottobre 2020   | 26 luglio 2022    |
| 1  | Yuji Itadori, uno studente liceale portato per lo sport ma appassionato del paranormale, deve affrontare la perdita di suo nonno, il quale in punto di morte augura a suo nipote di non morire in solitudine come lui e lo sprona ad aiutare il prossimo. Quella sera, un certo Fushiguro dell'Istituto di Arti Occulte lo raggiunge per chiedergli di dargli il feticcio usato per allontanare le maledizioni dalla sua scuola, che rischia però di attirarle e di diventare un pericolo per tutti. Sasaki e Higuchi, i compagni del club dell'occulto di Yuji, stanno rimuovendo il sigillo al talismano proprio in quel momento e vengono assaliti da una maledizione. Yuji e Fushiguro li raggiungono a scuola per aiutarli e Yuji, dopo averli salvati, finisce coinvolto a sua volta. Per liberarsi si ritrova costretto a ingoiare il feticcio, nonché un dito della maledizione Ryomen Sukuna che si reincarna nel suo corpo. |                  |                   |
| 2  | Per me stesso 「自分のために」 - Jibun no tameni | 10 ottobre 2020  | 2 agosto 2022     |
| 2  | Come rappresentante dei piani superiori degli stregoni interviene il professor Gojo, che si accerta della padronanza che Yuji ha su Sukuna e intercede in suo favore rimandando la sua condanna a morte normalmente prevista nella sua situazione. Dopo che Yuji ha ingoiato un secondo dito, Gojo ha la conferma che il ragazzo ha il potenziale necessario per assumere tutte le venti dita della maledizione – altrimenti indistruttibili – e morire assieme ad essa, assimilata nel suo corpo. Yuji accetta di compiere questa missione e si trasferisce all'Istituto superiore di Arti Occulte di Tokyo, lo stesso frequentato da Fushiguro al primo anno, dopo aver convinto il preside Masamichi Yaga a farsi approvare. |                  |                   |
| 3  | La ragazza d'acciaio 「鉄骨娘」 - Tekkotsu musume | 17 ottobre 2020  | 9 agosto 2022     |
| 3  | Yuji, Fushiguro e il professor Gojo vanno a prendere a Tokyo la terza e ultima studentessa del primo anno, Nobara Kugisaki, che viene messa subito alla prova insieme a Yuji nei pressi di Roppongi. Un edificio che si trova lì è infestato da una maledizione e i due ragazzi hanno il compito di esorcizzarla. Gojo dà a Yuji un pugnale detto "falcia demoni" per combattere, mentre Nobara usa un martello e dei chiodi in cui fluisce il suo potere. I due riescono a eliminare la maledizione che occupa l'edificio e a salvare un bambino preso in ostaggio che si trovava lì. |                  |                   |
| 4  | La manifestazione terrena dell'utero maledetto 「呪胎戴天」 - Jutaitaiten | 24 ottobre 2020  | 16 agosto 2022    |
| 4  | Yuji, Fushiguro e Kugisaki vengono incaricati di mettere in salvo dei prigionieri assaliti da una maledizione di livello speciale (la categoria più potente) in attesa di stregoni più esperti che la esorcizzino. Penetrati nella struttura, Yuji e Fushiguro si ritrovano a litigare per la sorte del cadavere di un detenuto e Kugisaki scompare sotto i loro occhi. Yuji intende sprigionare la volontà di Sukuna per sconfiggere l'avversario, ma solo dopo che i suoi amici saranno a debita distanza. Fushiguro esce dal riformatorio con Kugisaki e la affida al responsabile per portarla in ospedale, dopodiché manda un segnale a Yuji. Sukuna prende il possesso del corpo del ragazzo e cerca di allearsi con la maledizione di livello speciale, ma si ritrova costretto a ucciderla. Inaspettatamente, Yuji non rientra nel suo corpo. |                  |                   |
| 5  | La manifestazione terrena dell'utero maledetto - 2 - 「呪胎戴天－弐－」 - Jutaitaiten －ni－ | 31 ottobre 2020  | 23 agosto 2022    |
| 5  | Sukuna raggiunge Fushiguro all'esterno, gli lancia una sfida e strappa il cuore di Yuji dal petto. Fushiguro combatte contro la maledizione cercando di fargli rigenerare il cuore prima che Yuji ritorni in sé, ma non riesce nell'impresa. Qualche minuto dopo, Yuji prende il sopravvento su Sukuna e muore in pochi istanti. Gojo, amareggiato dall'accaduto come i due compagni di Yuji, sospetta che affidare la missione ai suoi studenti del primo anno sia stata una scelta voluta da chi non approvava il mantenimento in vita di Yuji come contenitore di Sukuna. Giorni dopo, Maki Zen'in, Toge Inumaki e Panda, tre studenti del secondo anno, invitano Fushiguro e Kugisaki a partecipare a una gara tra la loro scuola e l'omologo istituto di Kyoto. |                  |                   |
| 6  | Dopo la pioggia 「雨後」 - Ugo | 7 novembre 2020  | 30 agosto 2022    |
| 6  | Le anime di Yuji e Sukuna si accordano per ritornare insieme a vivere nel corpo di Yuji. Data la sconfitta del ragazzo in uno scontro frontale, Sukuna potrà prendere spontaneamente il possesso del corpo per un minuto durante il quale si impegna a non uccidere né ferire nessuno, e Yuji dimenticherà questo patto una volta risvegliatosi. Gojo decide di tenere nascosta la rinascita di Yuji agli altri stregoni, perfino ai suoi compagni, fino all'incontro di scambio tra i due istituti. Nel frattempo lo allena in una costante emissione dell'energia malefica facendogli provare diverse emozioni con la visione di vari film. Kugisaki e Fushiguro si allenano con gli studenti del secondo anno, mentre la maledizione Jogo, usando la soglia del cancello infernale fornitagli dallo stregone Geto, attacca Gojo. |                  |                   |
| 7  | Attacco a sorpresa 「急襲」 - Kyūshū | 14 novembre 2020 | 6 settembre 2022  |
| 7  | Gojo fa finta di farsi colpire da Jogo, emanando un campo di forza denominato "infinito" che impedisce alla maledizione di toccarlo. Pensando di offrirgli un'esperienza istruttiva, il professore va a prendere Yuji e lo porta in un istante nel luogo dello scontro. Umiliato dalle parole di Gojo, Jogo espande il suo dominio fino a inglobare i suoi due avversari, ma Gojo fa altrettanto con il proprio dominio scoprendo i suoi occhi e dissolve la gabbia predisposta dal mostro. Mentre Gojo cerca di ottenere delle informazioni circa il mandante, Hanami, un'altra maledizione, crea un diversivo per portare in salvo la testa del suo collega, ovvero tutto ciò che Gojo gli ha lasciato. |                  |                   |
| 8  | Noia 「退屈」 - Taikutsu | 21 novembre 2020 | 13 settembre 2022 |
| 8  | Aoi Todo e Mai Zen'in, due studenti dell'istituto di Kyoto, attaccano briga con Fushiguro e Kugisaki ma vengono fermati dai tre senpai dei malcapitati. Gojo ottiene con dei sotterfugi un colloquio con il preside Gakuganji dell'istituto di Kyoto, nonché uno tra i piani alti degli stregoni, e lo minaccia apertamente considerandolo responsabile degli incidenti avvenuti a lui e a Yuji. Un mese più tardi, in un cinema a Kawasaki vengono trovati i corpi di tre studenti con il volto trasfigurato da una maledizione, e Yuji viene mandato sul luogo per occuparsene. |                  |                   |
| 9  | I pesciolini e la legge del contrappasso 「幼魚と逆罰」 - Yōgyo to sakabachi | 28 novembre 2020 | 20 settembre 2022 |
| 9  | Yuji viene affidato alle attenzioni di Kento Nanami, un collega del professor Gojo, e i due vengono attirati da due false maledizioni, che in realtà altro non sono che esseri umani trasformati. Il responsabile dell'omicidio dei tre studenti al cinema è Mahito, una maledizione nata dall'odio delle persone verso il genere umano. Junpei Yoshino, uno studente bullizzato dalle tre vittime, assiste al crimine e segue la maledizione che lo ha commesso perché incuriosito dal suo potere. Nanami individua quel ragazzo nelle riprese delle telecamere di sicurezza e, ritenendolo sospetto, incarica Yuji e Ijichi, l'assistente di Gojo, di pedinarlo. |                  |                   |
| 10 | Mutazione Oziosa 「無為転変」 - Mui Tenpen | 5 dicembre 2020  | 27 settembre 2022 |
| 10 | Dopo il suo incontro con Mahito, Junpei si imbatte in un suo professore ed è tentato di ucciderlo, quando Yuji piomba sulla scena per chiedere al ragazzo di seguirlo. Mahito possiede la capacità di cambiare la forma dell'anima delle persone, e di conseguenza i loro connotati fisici assumono delle dimensioni anormali. Nanami affronta Mahito nelle fogne e la maledizione desidera esercitare la sua "mutazione oziosa" su di lui per sperimentare se uno stregone può sopravvivere ad essa. Non riuscendo ad eliminare il nemico prima dello scadere del suo orario di lavoro, Nanami si vede costretto a fare gli straordinari aumentando il suo influsso malefico. |                  |                   |
| 11 | Ottusa ristrettezza 「固陋蠢愚」 - Korōshungu | 12 dicembre 2020 | 4 ottobre 2022    |
| 11 | Nanami, non potendo eliminare definitivamente Mahito, si limita a tagliargli una gamba e a intrappolarlo sotto un cumulo di macerie. Nel frattempo Yuji fa amicizia con Junpei e passa una serata a casa sua facendo preoccupare Ijichi. La madre di Junpei muore quella stessa notte per mano di una maledizione attirata da un dito di Sukuna, introdotto in casa del ragazzo da Mahito su precise indicazioni di Geto. L'obiettivo dello stregone è far scontrare Junpei e Yuji in modo da costringere quest'ultimo a suggellare un patto con Sukuna più vantaggioso per la maledizione. Mahito convince Junpei che c'è un mandante dietro l'assassinio di sua madre, e il ragazzo sospetta del suo compagno di scuola Shota Ito. Junpei si reca a scuola e attacca Ito mentre Mahito stende un involucro oscuro attorno all'edificio che impedisce alle persone di uscire. Yuji si precipita alla scuola, sconvolto dal comportamento del suo nuovo amico. |                  |                   |
| 12 | A ciò che potresti essere 「いつかの君へ」 - Itsuka no kimi e | 19 dicembre 2020 | 11 ottobre 2022   |
| 12 | Junpei si sfoga su di Yuji, che lo distoglie dal crimine che stava compiendo, e si fa colpire di proposito per fargli capire di essere dalla sua parte e di volerlo aiutare. All'entrata in scena di Mahito, Junpei capisce di essersi sbagliato sul suo conto ma prima di poter reagire subisce la mutazione oziosa che lo porta a scontrarsi ancora con Yuji. Quest'ultimo chiede invano a Sukuna di rigenerare il corpo del suo amico; Mahito suppone che Sukuna non ne sia in grado, e, quando tenta di infliggere la mutazione oziosa a Yuji, viene bloccato dalla maledizione che risiede nella sua anima, la quale riesce a resistere alla mutazione e richiama Mahito nel suo dominio per insultarlo e intimarlo di non riprovarci. Nanami raggiunge Yuji all'esterno dell'istituto Satozakura e insieme definiscono un piano per esorcizzare Mahito. |                  |                   |
| 13 | Arrivederci 「また明日」 - Mata ashita | 26 dicembre 2020 | 18 ottobre 2022   |
| 13 | Yuji e Nanami uniscono le loro forze e colpiscono ripetutamente Mahito senza dargli il tempo di trasformarsi. Improvvisamente Mahito esercita la sua espansione del dominio per intrappolare Nanami, ma Yuji riesce a penetrare nella barriera e l'anima di Sukuna, intaccata dal dominio di Mahito, attacca la maledizione. Dopo aver perso molto sangue e aver sciolto la barriera che imprigionava Nanami, Mahito scappa dalle fogne. Nanami è riconoscente a Yuji per avergli salvato la vita e il ragazzo si commisera per non essere riuscito a dare una morte dignitosa a delle persone modificate durante il combattimento. |                  |                   |
| 14 | L'incontro di scambio con la scuola gemellata di Kyoto — Battaglia a squadre 0 — 「京都姉妹校交流会－団体戦⓪－」 - Kyōto shimai-kō kōryū-kai－dantai-sen ⓪－ | 16 gennaio 2021  | 25 ottobre 2022   |
| 14 | Arriva il tanto atteso incontro di scambio tra la scuola di Tokyo e quella di Kyoto, Yuji e Gojo pensano a un modo per sorprendere i compagni del ragazzo mostrando loro che è ancora vivo ma la sorpresa non va come sperato. La prima sfida consiste nell'esorcizzare una maledizione di secondo livello entro il tramonto e sono ammessi attacchi ai membri della squadra avversaria. Nelle riunioni di preparazione Yuji conosce le tecniche degli studenti del secondo anno, e il preside Gakuganji impone ai suoi studenti di fare fuori Itadori durante la sfida. Gojo informa la professoressa Utahime di una spia che collabora con il nemico e le chiede di svolgere le dovute indagini a Kyoto. |                  |                   |
| 15 | L'incontro di scambio con la scuola gemellata di Kyoto ― Battaglia a squadre 1 ― 「京都姉妹校交流会－団体戦①－」 - Kyōto shimai-kō kōryū-kai－dantai-sen ①－ | 23 gennaio 2021  | 1º novembre 2022  |
| 15 | La prima sfida dell'incontro di scambio ha ufficialmente inizio. A Yuji, la cui partecipazione non era prevista, viene affidato il compito di trattenere Todo mentre i suoi compagni si divideranno in due squadre. Appena lo conosce, Todo scopre di condividere gli stessi gusti di Yuji in termini di ragazze, e inizia a considerarlo il suo migliore amico al punto da difenderlo da un attacco dei suoi compagni e dargli dei consigli su come combattere. |                  |                   |
| 16 | L'incontro di scambio con la scuola gemellata di Kyoto ― Battaglia a squadre 2 ― 「京都姉妹校交流会－団体戦②－」 - Kyōto shimai-kō kōryū-kai－dantai-sen ②－ | 30 gennaio 2021  | 8 novembre 2022   |
| 16 | Todo suggerisce a Yuji di usare l'energia malefica in un altro modo, perché facendola scorrere all'interno del corpo essa fuoriesce più lentamente. Panda si scontra con Mechamaru, un guscio maledetto come lui, che però è controllato a distanza dallo studente Kokichi Muta. Facendo uso dei suoi due nuclei alternativi, in particolare quello di un gorilla, e spostando a dovere l'energia malefica, Panda riesce a ingannare e sconfiggere Mechamaru. |                  |                   |
| 17 | L'incontro di scambio con la scuola gemellata di Kyoto ― Battaglia a squadre 3 ― 「京都姉妹校交流会－団体戦③－」 - Kyōto shimai-kō kōryū-kai－dantai-sen ③－ | 6 febbraio 2021  | 15 novembre 2022  |
| 17 | Kasumi Miwa, mentre si scontra con Maki Zen'in, si accorge che non è affatto uno stregone di quarto livello: Maki è molto più forte e potrebbe essere considerata di secondo livello, ma a causa di dissapori nati tra lei e il suo clan non le vengono riconosciuti i suoi meriti. Momo Nishimiya spiega a Kugisaki che è Mai, la sorella minore di Maki, ad aver attraversato una carriera tormentata. Dopo aver cosparso la foresta di chiodi, Kugisaki li scaglia tutti insieme contro la sua avversaria ma viene colpita da una pallottola di gomma sparata a distanza da Mai. Dopo essersi liberata, Maki affronta sua sorella Mai in un confronto personale e che riguarda soprattutto il loro passato. Malgrado Mai abbia sviluppato una tecnica segreta, la forza e l'abilità di Maki riescono a resisterle, come sempre da quando la ragazza decise di dedicarsi alla stregoneria. |                  |                   |
| 18 | Saggi 「賢者」 - Kenja | 13 febbraio 2021 | 22 novembre 2022  |
| 18 | Fushiguro combatte contro Kamo, che sfrutta la manipolazione del sangue per potenziare le sue capacità. Dopo aver fatto svenire Miwa, Inumaki si trova di fronte uno spirito maledetto di primo livello inferiore sguinzagliato dal preside di Tokyo come arma contro Yuji. Lo spirito viene però abbattuto da Hanami e nella sala dei professori giunge il segnale di un intervento esterno. Inumaki scappa fino a incontrare Kamo e Fushiguro, che interrompono il loro scontro per sfuggire dalla maledizione. Uno stregone alleato di Hanami piazza una barriera che circonda la foresta, la quale impedisce a Gojo di entrarvi per aiutare gli studenti. Al suo posto intervengono la professoressa Utahime e il preside Gakuganji. |                  |                   |
| 19 | Lampo nero 「黒閃」 - Kokusen | 20 febbraio 2021 | 29 novembre 2022  |
| 19 | Nell'impossibilità di contattare i professori, Inumaki, Fushiguro e Kamo scappano da Hanami attaccandolo quando si avvicina. Inumaki e Kamo non sono più in grado di combattere, ma arriva Maki ad aiutare Fushiguro. Il combattimento si sposta in un fiume di piccola portata e una pianta carnivora di Hanami si innesta nel corpo di Fushiguro. Panda mette in salvo Fushiguro e Maki mentre giungono Yuji e Todo per affrontare la maledizione. Todo vuole lasciare al suo migliore amico la possibilità di sperimentare il lampo nero (una tecnica che fa fuoriuscire l'energia malefica solo un microsecondo dopo l'impatto). Yuji, dopo aver accantonato il desiderio di vendicare Junpei, riesce a realizzare un lampo nero e Hanami decide di fare sul serio. |                  |                   |
| 20 | Fuori dalla norma 「規格外」 - Kikaku-gai | 27 febbraio 2021 | 6 dicembre 2022   |
| 20 | Todo svela la sua tecnica Boogie Woogie, che gli permette di scambiarsi di posto con qualcuno nelle vicinanze dopo un semplice battito di mani. Usandola con Yuji e con la stessa Hanami, i due riescono a infliggere un danno ingente al nemico che non riesce a contrattaccare durante una raffica di scambi. Anche Yuji dimostra le sue capacità lanciando il lampo nero per altre due volte. Hanami inizia a sfruttare il Boogie Woogie a suo vantaggio e dalla rosa sulla sua spalla sinistra scaglia un grosso quantitativo di semi maledetti verso di Todo, che riesce a schivarli semplicemente annullando il suo efflusso di energia malefica, dopodiché si sposta vicino al fiume per recuperare un'arma che Fushiguro ha lasciato per lui. Gakukanji e Utahime riescono a tenere testa ai loro avversari, e quando Gojo riesce a dissolvere il velo dall'alto la situazione volge ancora di più a loro favore. Hanami, convinto di non essere all'altezza per un combattimento contro Gojo, scappa addentrandosi nel terreno un attimo prima che questi utilizzi la sua tecnica ad ampio raggio per esorcizzarlo. Nel frattempo, Mahito raccoglie il dito di Sukuna che si trovava all'interno dell'istituto, facendo capire che l'attacco durante la battaglia a squadre era soltanto un diversivo. |                  |                   |
| 21 | Jujutsu Koshien 「呪術甲子園」 - Jujutsu Kōshien | 6 marzo 2021     | 13 dicembre 2022  |
| 21 | L'assalto agli studenti e la stesura del velo erano solo un diversivo per attirare Gojo e gli altri stregoni mentre Mahito compiva il furto dei feticci di livello speciale custoditi dall'istituto, tra cui sei dita di Sukuna e tre uteri maledetti. L'unico nemico che gli stregoni riescono a catturare è Juzo. Oltre al furto, alcuni membri del personale d'istituto sono morti per via dell'attacco, ciononostante gli studenti desiderano continuare ugualmente il loro incontro di scambio. Con uno stratagemma, Gojo fa in modo che le due scuole si sfidino a una partita di baseball, che segna anche la fine dell'incontro di scambio con una vittoria per due a zero a favore dell'istituto di Tokyo. |                  |                   |
| 22 | L'origine della cieca obbedienza 「起首雷同」 - Kishu raidō | 13 marzo 2021    | 20 dicembre 2022  |
| 22 | Yuji, Fushiguro e Kugisaki, con la supervisione di Akari Nitta, indagano sulla morte di quattro uomini avvenuta per mano di uno spirito maledetto a distanza di pochi mesi. Ad accomunarli c'è il fatto che un paio di settimane prima del decesso ciascuno di loro ha riscontrato problemi con la porta automatica del proprio appartamento e tutti frequentarono la stessa scuola media. A quei tempi era consuetudine tra i teppisti sfidarsi a bungee jumping dal ponte Yasohachi, dove gli stregoni sospettano si nasconda una maledizione. Vista la pericolosità della missione e il coinvolgimento della sorella maggiore di Fushiguro, Ijichi gli suggerisce di ritirarsi e affidare il compito a stregoni più esperti, ma dopo un ripensamento si ritrova sotto il ponte Yasohachi assieme a Yuji e Nobara per continuare le indagini. Dopo aver attraversato un corso d'acqua, simbolo del passaggio nell'aldilà, i tre entrano nel dominio della maledizione, nel quale si è infiltrato anche uno dei tre uteri maledetti incarnati da Mahito. |                  |                   |
| 23 | L'origine della cieca obbedienza ― 2 ― 「起首雷同－弐－」 - Kishu raidō －ni－ | 20 marzo 2021    | 27 dicembre 2022  |
| 23 | Kugisaki viene presa da un mostro e trascinata fuori dalla barriera. L'utero maledetto incarnato e Yuji la seguono mentre Fushiguro resta all'interno per colpire tutti i mostri rassomiglianti a delle talpe che spuntano dal terreno. Quando si palesa lo spirito che li controlla, Fushiguro libera tutto il suo potenziale facendo fuoriuscire la sua energia ancor prima di darle una forma, quindi colpisce a morte il suo avversario e recupera il dito di Sukuna che aveva con se. Quel dito era proprio l'obiettivo del mostro che ha preso Kugisaki, ma prima di poterlo andare a prendere, Yuji lo raggiunge. |                  |                   |
| 24 | Complicità 「共犯」 - Kyōhan | 27 marzo 2021    | 3 gennaio 2023    |
| 24 | Eso, il mostro che ha aggredito Kugisaki, è un altro utero maledetto incarnato nonché il fratello maggiore di Kechizu, il mostro che affrontava Yuji. Kechizu sparge il suo sangue sui corpi dei due ragazzi e dopo che questo è penetrato Eso lancia la sua tecnica di corrosione, che non lascerà loro più di pochi minuti di vita. Ciononostante Yuji resiste all'abrasività del sangue grazie alle qualità di Sukuna e Nobara sfrutta il collegamento per ferire Kechizu con la risonanza del suo spirito del fieno. Eso è costretto a rilasciare la tecnica per salvare suo fratello, e i due stregoni riescono a sconfiggere i due mostri. Mentre tornano, Yuji e Kugisaki riflettono sul fatto di aver ucciso le due maledizioni invece di esorcizzarle. Fushiguro affida il dito che ha recuperato a Yuji, che dei tre è quello messo in condizioni migliori, ma prima che se ne rendano conto lo spirito di Sukuna lo ingerisce, senza però causare gravi conseguenze. Sia Fushiguro che Yuji vengono a conoscenza della risonanza delle dita di Sukuna ancora sparse in giro, che sarebbe iniziata quando Yuji ha ingerito il primo di essi e ha già causato la morte di molte persone, ma entrambi lo tengono per se temendo che il proprio amico possa colpevolizzarsi per questo fatto. Il professor Gojo, con l'aiuto di Mei e Todo, fa proporre a Gakukanji la promozione di Maki, Panda e dei suoi tre allievi del primo anno a stregoni di primo livello, e li convoca per una nuova missione segreta. |                  |                   |

### Seconda stagione (2023)
| Nº                                           | Titolo italiano Giapponese 「Kanji」 - Rōmaji | In onda           | In onda           |
| Nº                                           | Titolo italiano Giapponese 「Kanji」 - Rōmaji | Giapponese        | Italiano          |
| Dote nascosta · Talento sprecato (5 episodi) | |                   |                   |
| 25                                           | Dote nascosta 「懐玉」 - Kaigyoku | 6 luglio 2023     | 17 agosto 2023    |
| 25                                           | Anni prima rispetto agli eventi della storia principale, Utahime e Mei Mei investigano su una casa infestata da cui molte persone sono scomparse. Durante l'ispezione all'interno, le due si rendono conto di essere intrappolate in un corridoio senza fine a causa dello spirito maledetto. Prima che possano pianificare la loro fuga, arrivano gli studenti del secondo anno Satoru Gojo, Suguru Geto e Shoko Ieri, con i primi due che si sbarazzano facilmente dell'edificio e della maledizione. Poco dopo, a Gojo e Geto viene assegnato un lavoro per gentile concessione di Tengen. Ogni 500 anni, per evitare che la sua tecnica dell'immortalità lo evolva in uno stato oltre quello umano, Tengen deve fondersi con un essere noto come "Ventre del Fluido Astrale". Gojo e Geto vengono assunti per proteggere il corrente vessillo, una ragazza di nome Riko Amanai, che è presa di mira da due gruppi: la setta di stregoni neri Q e il gruppo religioso "Confraternita del vaso del tempo". In viaggio verso la casa di Riko, Gojo e Geto vengono attaccati dai membri di Q, con quest'ultimo che salva Riko. Nel frattempo, poiché non ha la forza di combattere, la "Confraternita del vaso del tempo" assume qualcuno per uccidere Riko, Toji Zenin, che ora si chiama Fushiguro, il cognome da nubile di sua moglie. |                   |                   |
| 26                                           | Dote nascosta 2 「懐玉-弐-」 - Kaigyoku -ni- | 13 luglio 2023    | 24 agosto 2023    |
| 26                                           | Gojo e Geto eliminano facilmente i nemici e vengono formalmente presentati a Riko e alla sua cameriera Misato Kuroi. Nonostante abbiano intenzione di portarla all'istituto per sicurezza, Riko va a scuola per la giornata, e Yaga ordina a Gojo e Geto di seguire i suoi desideri, poiché sono consapevoli che anche se è soddisfatta del suo destino, non avrà più una vita normale una volta assimilata da Tengen. Nel frattempo, sapendo di non avere alcuna possibilità di affrontare Gojo, Toji decide di aspettare e lasciare che altri aggressori li stanchino per primi, aggiungendo ulteriore benzina sul fuoco mettendo una taglia di 30 milioni di yen sulla testa di Riko. Geto e Kuroi affrontano gli stregoni oscuri a scuola, mentre Gojo afferra Riko prima di essere messo alle strette da uno stregone in grado di creare cloni di se stesso. Usando il suo potere, Gojo è in grado di sopraffare e sconfiggere il nemico, anche dopo che non riesce a eseguire la sua tecnica di maledizione inversa. Proprio in quel momento, Riko riceve un messaggio fotografico di Kuroi legata e catturata. |                   |                   |
| 27                                           | Dote nascosta 3 「懐玉-参-」 - Kaigyoku -san- | 20 luglio 2023    | 31 agosto 2023    |
| 27                                           | Dopo aver appreso del rapimento di Kuroi, Gojo, Geto e Riko si recano ad Okinawa per salvarla, e decidono di trascorrere il tempo aspettando la scadenza della taglia rimanendo sull'isola. Gojo la lascia rimanere più a lungo per soddisfare i desideri di Riko, anche se Geto è preoccupato poiché ha usato i Sei occhi senza sosta per due giorni di fila. Una volta scaduto il termine, il gruppo arriva all'istituto per prepararsi all'assimilazione, solo per essere improvvisamente attaccati da Toji, che coglie Gojo alla sprovvista. Gojo rimane indietro per combattere mentre Geto porta Riko e Kuroi da Tengen. Durante la battaglia, Gojo si rende conto che Toji non ha alcuna energia malefica, a differenza dei normali umani, il che significa che è nato con un giogo divino, che gli garantisce un'incredibile abilità fisica. Usando uno strumento malefico di grado speciale progettato per disattivare le tecniche attive, Toji è in grado di sopraffare Gojo e tagliargli ferocemente la gola e il petto, apparentemente uccidendolo. Nel frattempo, Riko saluta in lacrime Kuroi mentre Geto la porta nella tana sotterranea di Tengen. Le dà la possibilità di rifiutare l'assimilazione, avendo già deciso con Gojo di andare contro Tengen se lo desidera. Riko ammette il suo desiderio di vivere la sua vita come una persona normale, ma viene improvvisamente colpita a morte da Toji. Geto è sbalordito e dopo che Toji si vanta di aver ucciso Gojo, scatena i suoi spiriti maledetti per combattere. |                   |                   |
| 28                                           | Dote nascosta 4 「懐玉-肆-」 - Kaigyoku -shi- | 27 luglio 2023    | 7 settembre 2023  |
| 28                                           | Geto usa i suoi spiriti maledetti per combattere Toji e vendicare Riko, così come le presunte morti di Gojo e Kuroi, ma Toji è in grado di schivare e contrastare ogni attacco. Spiega anche il processo alla base di come è stato in grado di nascondere il proprio spirito maledetto e infiltrarsi nella tana. Geto tenta di assorbire lo spirito maledetto di Toji, ma fallisce, permettendo a Toji di sconfiggerlo, lasciandolo a malapena vivo. Toji porta il cadavere di Riko alla "Confraternita del vaso del tempo", dove il rappresentante spiega come il loro gruppo si è evoluto nel corso degli anni e la loro ossessione per Tengen. Mentre inizia ad andarsene, Toji si confronta con Gojo, che è sopravvissuto al loro incontro usando la tecnica della maledizione inversa per curarsi. Sperimentando uno sballo mentre è sull'orlo della follia, Gojo è in grado di reagire facilmente contro tutto ciò che Toji gli lancia, attivando applicazioni speciali della sua abilità. Il lato sinistro del corpo di Toji viene fatto a pezzi e, mentre soccombe alle ferite, rivela a Gojo che suo figlio, Megumi, sarà venduto al clan Zenin tra pochi anni. Geto, che è stato guarito da Shoko, si precipita in chiesa per trovare Gojo che trasporta il corpo di Riko, e gli chiede se dovrebbero uccidere tutti i fedeli non stregoni presenti. Geto dice di no, ma questo pensiero continua a indugiare nella sua testa. |                   |                   |
| 29                                           | Talento sprecato 「玉折」 - Gyokusetsu | 3 agosto 2023     | 14 settembre 2023 |
| 29                                           | Un anno dopo, Gojo è diventato così abile nell'usare la sua tecnica da diventare "il più forte" e poter intraprendere più missioni da solo, lasciando Geto isolato con i suoi sentimenti conflittuali. Dopo aver parlato con il suo kōhai Yu Haibara, Geto incontra la stregone di grado speciale Yuki Tsukumo, che gli rivela il suo desiderio di liberare il mondo dagli spiriti maledetti creati dall'energia malefica emessa dai non stregoni. Geto si rende conto che questo è potenzialmente possibile se uccidessero tutti i non stregoni e li costringessero ad adattarsi. Dopo che Haibara viene ucciso durante una missione e due giovani streghe vengono scoperte maltrattate in un villaggio, Geto prende la sua decisione e uccide tutti nel villaggio. Con questa azione, Geto viene etichettato come stregone oscuro e condannato a morte, scioccando Gojo. Gojo affronta Geto che rivela il suo piano, avendo già ucciso anche i suoi stessi genitori, usando l'incredibile potere di Gojo come motivazione per continuare con i suoi obiettivi. Gojo cerca di fermarlo, ma non riesce a farlo e lo lascia andare. Geto rileva cosi la "Confraternita del vaso del tempo" come nuovo leader, mentre Gojo incontra Megumi, decidendo di proteggerlo dal clan Zen'in. Nel presente, Gojo si risveglia dal suo sogno accolto da Yuji, Megumi e Nobara. |                   |                   |
| L'incidente di Shibuya (18 episodi)          | |                   |                   |
| 30                                           | Sto parlando di quella cosa 「そういうこと」 - Sō iu koto | 31 agosto 2023    | 21 settembre 2023 |
| 30                                           | Torniamo al presente, quando il professor Gojo, con l'aiuto di Mei e Todo, fa proporre a Gakukanji la promozione di Maki, Panda e dei suoi tre allievi del primo anno a stregoni di primo livello. Il preside sottolinea i requisiti, l'iter e le conseguenze di questa promozione, successivamente Todo e Mei si sfidano a ping pong parlandone a proposito. Yūji, Megumi e Nobara discutono sul come passare il pomeriggio, e si dividono andando ognuno per conto suo. Una ex-compagna liceale di Yūji, Kuroko Sato, che da sempre ha una cotta per lui, si incontra con Nobara, che trova un modo per fare incontrare i due. Uthaime affida ai tre stregoni una missione: parla di due talpe, una ai piani alti poco accessibile, e una che fa da tramite, Kokichi Muta (aka Mechamaru). Quando vanno per scovarlo, però, ha già spento tutte le sue marionette per concentrare la potenza nel suo corpo originale, affinché Mahito possa guarirlo come da ricompensa per l'aiuto fornitogli durante la sfida fra scuole. Dopo aver ottenuto un nuovo corpo, Mechamaru cerca di uccidere Mahito stesso, con Absolute, una nuova marionetta corazzata "Ultimate Mechamaru" prototipo 0, che utilizza l'energia malefica immagazzinata durante tutti gli anni di vita di Muta. |                   |                   |
| 31                                           | La vigilia della festa 「宵祭り」 - Yoimatsuri | 7 settembre 2023  | 28 settembre 2023 |
| 31                                           | Mechamaru e Mahito si sfidano, sotto lo sguardo di Geto. Mechamaru sfoggia una tecnica risalente all'epoca Heian e tramandata segretamente: ha inserito all'interno di Mahito il Quasi-Dominio "Stile della Nuova Ombra", che gli ha permesso di proteggersi dal dominio di Mahito stesso. Muta pensa di poter quindi affrontare Geto, ma Mahito incredibilmente ancora vivo lo colpisce severamente. Alle 19 del 31 Ottobre, viene calato un grande velo su Shibuya, che impedisce ai moltissimi non-stregoni che stavano festeggiando Halloween di poter uscire. Un grande vortice ne risucchia parecchi presso la stazione dei treni. A tutti i civili è stato detto che non potranno andarsene finché un certo "Gojo" non arriva. Alle 20:31 arriva Satoru Gojo. |                   |                   |
| 32                                           | L'incidente di Shibuya 「渋谷事変」 - Shibuya jihen | 15 settembre 2023 | 5 ottobre 2023    |
| 32                                           | I team di azione sono: Squadra Nanami (insieme a Megumi Fushiguro e Takuma Ino, entrambi stregoni di secondo livello in fase di scrutinio per la promozione), Squadra Zen'In guidata da Naobito Zen'In (insieme a Maki e Nobara Kugisaki, entrambe in fase di scrutinio per la promozione), Squadra Kusakabe (insieme a Panda, in fase di scrutinio per la promozione), Squadra Mei Mei (insieme al fratello Ui Ui e Yuji Itadori, quest'ultimo in fase di scrutinio per la promozione). Alcuni entreranno in attacco, altri rimangono in attesa fuori dal velo, dove possono comunicare. All'interno di questo velo, però, ne è stato istituito un altro al piano -5 della stazione che impedisce a tutti gli stregoni (eccetto Gojo) di accedere. Mei Mei e Itadori procedono quindi con l'attacco: Yuji sconfigge lo spirito maledetto Locusta che era di protezione al secondo velo interno; quindi, i tre si dirigono verso il piano -4 per eliminare gli umani modificati che avevano il compito di far fuggire i civili verso il piano -5. Quando arrivano non è rimasto nessuno se non una donna sotto shock, poiché Mahito ha già provveduto a far avanzare il piano. Intanto, Satoru Gojo scende al -5 dove Jogo, Hanami e Choso lo aspettano, insieme a moltissimi civili messi lì per limitare i poteri dello stregone. Jogo e Hanami usano la tecnica del "Dominio Diffuso": avvolgono cioè attorno a sé il proprio dominio per neutralizzare la tecnica del Minimo Infinito di Gojo e riuscire a colpirlo, ma falliscono. |                   |                   |
| 33                                           | L'incidente di Shibuya — L'apertura della Soglia 「渋谷事変 開門」 - Shibuya jihen kaimon | 22 settembre 2023 | 12 ottobre 2023   |
| 33                                           | Jogo e Hanami combattono Gojo da vicino, mentre Choso lo attacca a distanza. Gojo individua il punto debole di Hanami nelle sue corna e riesce a strappargliele per poi schiacciarlo completamente in un angolo con la sua tecnica, uccidendolo. Jogo cerca allora di mantenersi a distanza tenendo Gojo occupato con una serie di attacchi mordi-e-fuggi. Sul posto giunge anche Mahito, con un treno che trasporta centinaia di umani da lui trasfigurati che provocano un caos immenso nella metropolitana. Spinto in un angolo, Gojo rilascia la sua Espansione del Dominio, "Vuoto Incommensurabile", ma solo per l'arco di 0,2 secondi, al fine di proteggere al meglio i civili. Usa questo tempo per eliminare i mille umani trasfigurati a una velocità folle, stancandosi però in modo significativo nel processo. Una volta sciolto il Dominio, si ritrova faccia a faccia con Geto, il quale lo saluta amabilmente facendogli tornare in mente tutti i ricordi dei momenti che avevano condiviso. Approfittando della stanchezza e dello shock dell'avversario, Geto apre la soglia della Condanna Infernale. Prima di essere sigillato, Gojo affronta il suo vecchio amico avendo capito che è un impostore, facendo sì che questi rimuova i punti sulla sua testa rivelando un misterioso cervello senziente che ha preso possesso del corpo del vero Geto (morto per mano di Gojo stesso in seguito agli eventi di Jujutsu kaisen 0) e di conseguenza della sua tecnica maledetta, che intende sfruttare per i suoi piani. Nel frattempo, un auricolare simile a Mechamaru si attacca improvvisamente a Yuji, avvisandolo dell'attuale destino di Gojo. |                   |                   |
| 34                                           | Caos 「昏乱」 - Konran | 29 settembre 2023 | 19 ottobre 2023   |
| 34                                           | Mentre sta per essere sigillato, Gojo si rivolge al vero Geto, facendo sì che la mano di Geto inizi a soffocare il suo corpo, cosa che sorprende e diverte l'imposto. Il sigillo viene quindi chiuso, intrappolando Gojo. Altrove, Mechamaru rivela a Yuji e Mei Mei cosa è appena successo, incluso il fatto che ha creato un dei piccoli burattini come sicurezza nel caso fosse morto e Gojo fosse stato sigillato. Mei Mei e Ui Ui restano indietro per affrontare diversi nemici nella metropolitana, mentre Yuji corre in superficie per informare gli altri stregoni della situazione. Le altre squadre vengono inviate ulteriormente nel velo, quando Kiyotaka Ijichi viene attaccato dallo stregone nero Haruta Shigemo. Yuji urla dalla cima degli edifici a Nanami riguardo alla cattura di Gojo, che viene ascoltato dalle altre squadre. Nel frattempo, il sigillo cade improvvisamente a terra a causa dell'interferenza di Gojo all'interno, costringendoli ad aspettare finché non si stabilizza; il gruppo nemico scopre anche i burattini spia di Mechamaru. Le maledizioni poi entrano in una discussione sul destino di Yuji, con Choso e Mahito che vogliono ucciderlo, mentre Jogo vuole resuscitare Sukuna. Mahito propone di gareggiare per vedere chi riesce a trovarlo per primo. Dopo che se ne sono andate, le sorelle Hasaba affrontano l'impostore chiedendogli di restituire a Geto il suo corpo, ma lui le congeda. Nanami, Megumi e Ino si riuniscono di nuovo con Yuji, mentre procedono a separarsi per affrontare i rimanenti veli all'interno di Shibuya.                                                                         |                   |                   |
| 35                                           | Seduta spiritica 「降霊」 - Kōrei | 6 ottobre 2023    | 26 ottobre 2023   |
| 35                                           | Yuji, Megumi e Ino indagano sulla barriera che impedisce agli stregoni di entrare e, grazie alla sua forza, deducono che i veli sono protetti da qualche parte all'aperto, che risulta essere la torre centrale di Shibuya. Affrontano i tre stregoni in cima alla torre e distruggono uno degli strumenti del velo; Yuji e Megumi combattono lo stregone in possesso dei rimanenti veli, mentre Ino combatte gli altri due, una donna anziana e suo nipote. Gli stregoni neri lamentano come sia cambiato l'equilibrio del mondo quando è nato Gojo, poiché la paura della sua incredibile forza ha impedito loro di fare quello che volevano. Il nipote protegge la nonna mentre completa una seduta spiritica, che trasforma il nipote in Toji Zen'in. Con la forza di Toji, il nipote riesce a sconfiggere brutalmente Ino. Nel frattempo, Yuji e Megumi combattono l'altro stregone, che apparentemente è in grado di respingere tutti i loro attacchi. Usando le sue Dieci Ombre, Megumi è in grado di capire che la sua Tecnica Maledetta è "Inversa", permettendogli di invertire la forza di potenti attacchi. Yuji e Megumi lo mettono in difficoltà lanciandogli una raffica di attacchi deboli e forti, sconfiggendolo alla fine. |                   |                   |
| 36                                           | Lama smussata 「鈍刀」 - Dontō | 12 ottobre 2023   | 2 novembre 2023   |
| 36                                           | I ricordi dell'anima di Toji prendono inaspettatamente il controllo del corpo del suo ospite e l'uomo uccide la vecchia Ogami, mentre per le strade Yuji e Megumi si rendono conto che il velo che tagliava fuori gli stregoni è venuto meno dopo la distruzione dei sigilli, ma non quello che intrappola i civili all'interno della stazione. Mentre Megumi si incarica di portare Ino in un posto sicuro, Yuji decide di dirigersi in direzione di Gojo. Intanto, Nobara e Akari vengono mandate da Maki ad aiutare Ijichi, ma sulla loro strada le due incontrano Haruta Shigemo, che prende di mira Akari ferendola gravemente e mette in seria difficoltà Nobara in combattimento. Le due sono però salvate dal tempestivo arrivo di Nanami che, furioso per il ferimento di Ijichi e della morte degli altri assistenti supervisori, sconfigge facilmente il pavido stregone nero. Nobara si rende così conto di quanta strada debba ancora percorrere per stare al pari con uno stregone di primo livello. Nei tunnel della metropolitana, Mei Mei si sbarazza facilmente dei nemici che ostacolavano il suo cammino e si trova di fronte il falso Geto; questi sguinzaglia contro di lei uno spirito maledetto e le promette che, se riuscirà a sconfiggerlo, potrà battersi con lui stesso. |                   |                   |
| 37                                           | Fosforo Rosso 「赫鱗」 - Sekirin | 19 ottobre 2023   | 9 novembre 2023   |
| 37                                           | Yuji si precipita in direzione della stazione metropolitana dove si trova Gojo ma, appena entrato, si trova davanti un nuovo avversario: si tratta di Choso, determinato a vendicare i suoi fratelli, uccisi proprio da Yuji e Nobara nella loro ultima missione. Choso utilizza la tecnica della manipolazione ematica, che si concretizza negli aghi e nella lama di sangue, e riesce immediatamente a mettere in difficoltà il giovane stregone. In suo aiuto giunge la voce di Mechamaru, che conosce quella tecnica essendo la stessa utilizzata dal suo compagno dell'istituto di Kyoto, Noritoshi Kamo. Mechamaru suggerisce a Yuji di scappare nei bagni di servizio della metropolitana; quando Choso lo raggiunge, trova tutti i rubinetti e gli spruzzatori antincendio aperti, cosa che rende inefficace la sua tecnica andando a impedire la coagulazione del sangue su cui essa si basa. A questo punto sembra che Itadori abbia la vittoria in tasca, ma Choso riesce a sorprenderlo concentrando tutta la propria energia malefica per produrre una singola pepita di sangue condensato che perfora il fegato dell'avversario. Poco dopo, Choso sta per sferrare il colpo di grazia a Yuji, svenuto, con il disappunto di Sukuna, quando all'improvviso succede qualcosa. Lampi di ricordi iniziano a inondare la mente di Choso di lui e dei suoi fratelli che si frequentano, incluso Yuji. La presunta rivelazione lo fa precipitare nell'incredulità e si allontana. Più tardi, le sorelle Hasaba trovano Itadori ancora svenuto. |                   |                   |
| 38                                           | Ondeggiamento 「揺蕩」 - Yōtō | 26 ottobre 2023   | 16 novembre 2023  |
| 38                                           | Mei Mei e Ui Ui sono intrappolati nel Dominio dello spirito maledetto che il falso Geto ha sguinzagliato contro di loro: la donna è rinchiusa in una bara che a sua volta viene sepolta da un grosso masso; questo processo si ripete ogni volta che la donna riesce a liberarsi, infettandola poco per volta con una malattia maledetta. Una volta compreso il funzionamento della tecnica del suo avversario, che si concentra su chi possiede il potenziale maggiore di energia malefica, Mei Mei usa suo fratello come esca per attirare l'attenzione dello spirito e attiva la propria tecnica usando l'attacco suicida Bird Strike che, caricando al massimo di energia malefica uno dei corvi rimasti imprigionati nel dominio, trapassa il corpo della maledizione, esorcizzandola. Nel frattempo Nanami, Maki e Naobito si trovano a fronteggiare Dagon, spirito che fino a quel momento era rimasto confinato nella forma di utero maledetto. Quest'ultimo, legato all'elemento dell'acqua, trasporta i tre nel proprio Dominio, dove attiva la sua tecnica Banco Mietitore, che genera una serie apparentemente inesauribile di shikigami che mettono alle strette i tre stregoni, con Naobito che perde il braccio destro. All'improvviso, però, Megumi irrompe nel Dominio e incomincia ad espandere il proprio: in realtà, si tratta di una finta in quanto il suo vero obiettivo è creare un secondo squarcio per far uscire gli altri. Nanami protegge il ragazzo dagli attacchi ma, proprio nel momento in cui anche gli altri due convergono verso di lui per scappare, dall'apertura generatasi emerge Toji, il padre di Megumi.                    |                   |                   |
| 39                                           | Ondeggiamento 2 「揺蕩-弐-」 - Yōtō -ni- | 2 novembre 2023   | 23 novembre 2023  |
| 39                                           | Toji riesce a impossessarsi dello strumento maledetto di Maki e subito si scaglia contro Dagon, riuscendo in breve tempo a sconfiggerlo e a esorcizzarlo pur non possedendo energia malefica, sotto gli occhi impietriti di Megumi e degli altri. Naobito, che sa benissimo che il vero Toji è morto anni prima per mano di Gojo, deduce che si tratti di una sorta di marionetta generata da qualche tecnica maledetta e guidata dal puro istinto di combattere contro l'avversario ritenuto più forte. Venuto meno il dominio di Dagon, Toji si avventa contro Megumi sbalzandolo al di fuori dell'edificio dove si trovavano, salvandogli indirettamente la vita dal momento che Nanami, Maki e Naobito vengono inceneriti di lì a poco da un sopraggiunto Jogo. Nel frattempo, Nanako e Nimiko trovano il corpo svenuto di Itadori e gli fanno ingerire il dito di Sukuna in loro possesso; Jogo ne avverte la presenza e cerca di incenerire le due ragazze, fallendo però a causa della tecnica di una delle due. A questo punto, la maledizione fa ingerire a Yuji tutte e dieci le dita di Sukuna che lui e i suoi alleati erano riusciti a recuperare. Sukuna si risveglia nel corpo di Itadori e, ritenendo irrispettoso il fatto che Nanako gli chieda di uccidere il falso Geto in cambio di altre dita, uccide entrambe le sorelle. Dopodiché, propone a Jogo una sfida: se questi riuscirà a colpirlo anche solo una volta, obbedirà a ogni suo ordine. |                   |                   |
| 40                                           | Tuono 「霹靂」 - Hekireki | 9 novembre 2023   | 30 novembre 2023  |
| 40                                           | Poco prima degli eventi dell'episodio precedente, il gruppo fedele al vero Suguru Geto si era diviso, con Nimiko e Nanako intenzionate a chiedere a Sukuna di uccidere il falso Geto e restituire loro il suo corpo, mentre Manami e Toshihisa sono convinti di continuare la volontà del loro capo seguendo il nuovo Geto. Lo scontro tra le due "fazioni" viene impedito da Larue, che ricorda il loro essere una "famiglia", al che il gruppo si divide. In superficie, Megumi si trova a fronteggiare suo padre Toji e, nonostante l'incredibile forza di quest'ultimo, riesce a resistere ai suoi attacchi fino al momento in cui l'uomo, venendo colpito da un ricordo che riguarda il suo unico figlio, lo riconosce e decide improvvisamente di suicidarsi. Quando sembra che per Fushiguro il pericolo sia momentaneamente scampato, Haruta appare accanto a lui e lo colpisce a tradimento, ferendolo gravemente. Nel frattempo, Sukuna e Jogo si affrontano in un combattimento in cui Jogo dà fondo a tutte le sue tecniche, senza però riuscire nemmeno a scalfire l'avversario. Alla fine, Sukuna si rivela in grado di padroneggiare una tecnica basata sull'elemento del fuoco, con cui incenerisce lo stesso Jogo. Lo spirito maledetto, in una sorta di limbo, parla con i suoi compagni morti Hanami e Dagon, e ripone tutte le sue speranze in Mahito, che a detta sua è destinato a diventare sempre più forte, mentre Sukuna si complimenta con lui per aver combattuto con valore. Al termine dello scontro, Sukuna viene raggiunto dal suo fedele servitore Uraume.                                                                            |                   |                   |
| 41                                           | Tuono 2 「霹靂-弐-」 - Hekireki -ni- | 16 novembre 2023  | 7 dicembre 2023   |
| 41                                           | Messo all'angolo e quasi ucciso da Haruta, Megumi scatena il suo ultimo stratagemma suicida, lo shikigami definitivo delle Dieci Ombre e quello che i precedenti membri del Clan Zen'in non sono mai stati in grado di sottomettere: il Generale Divino Makora. Pur consapevole che questo gli costerà probabilmente la vita, Megumi attiva il rituale e viene immediatamente messo fuori gioco. Sukuna e Makora si affrontano seminando in città la distruzione più totale; lo shikigami di Megumi è talmente potente, nonché dotato di una capacità rigenerativa quasi illuminata, da mettere in difficoltà persino Sukuna, che si trova costretto a espandere per la prima volta il proprio dominio, Reliquario Demoniaco. Tutte le persone che si trovano intrappolate al suo interno, nel raggio di 140 m, muoiono, e anche lo shikigami di Megumi viene finalmente annientato. Dopo la fine dello scontro, Haruta tenta di scappare ma viene ucciso anche lui. Con il tempo quasi scaduto, Sukuna porta rapidamente Megumi fuori città per essere guarito, prima di tornare per mostrare il suo lavoro a Yuji. Questi vede il cratere causato dal potere di Sukuna e ha un crollo emotivo, incolpandosi per tutti coloro che sono morti per mano dello spirito maledetto, ma poi con un moto di orgoglio promette a se stesso che farà di tutto per riscattarsi. Nel frattempo, un Nanami mezzo bruciato vaga per la metropolitana. |                   |                   |
| 42                                           | Giusto e sbagliato 「理非」 - Rihi | 23 novembre 2023  | 14 dicembre 2023  |
| 42                                           | Nanami, a malapena in piedi, si confronta con un gruppo di umani trasfigurati e usa le sue forze rimanenti per combatterli tutti. Dopo che sono stati sconfitti, Mahito appare e tocca Nanami, pronto a usare la Trasfigurazione inattiva su di lui. Nanami pensa alle scelte della sua vita e si chiede se ne sia valsa la pena, quando una visione di Haibara lo indirizza verso Yuji, che si è appena imbattuto nell'incontro. Nanami dice a Yuji che gli lascerà il resto, e viene ucciso. Yuji, infuriato combatte contro Mahito che approfitta dell'instabilità emotiva di Yuji per irritarlo. Nel frattempo, una sua copia che aveva creato in precedenza mentre era a caccia di Yuji incontra Nobara per strada. Dopo che lei inizia a combatterlo, decide di prenderla di mira per portare Yuji ulteriormente nella disperazione. |                   |                   |
| 43                                           | Giusto e sbagliato 2 「理非-弐-」 - Rihi -ni- | 30 novembre 2023  | 21 dicembre 2023  |
| 43                                           | Dopo che Nitta è stata portata in salvo, Nobara rientra nel velo, non volendo restare indietro mentre gli altri stanno ancora combattendo. Nobara combatte la copia di Mahito, che non è in grado di utilizzare la Trasfigurazione inattiva su altri come il corpo principale. Si scopre che la Risonanza di Nobara è in realtà il perfetto contrasto a Mahito, danneggiando l'anima del doppio e del corpo principale che ancora combatte contro Yuji. Vedere gli effetti dell'attacco di Nobara rinforza Yuji mentre si scaglia contro Mahito. Entrambi i Mahito sfuggono ai loro avversario, attirandoli in un corridoio, dove si scambiano di posto, permettendo al vero Mahito di cogliere Nobara alla sprovvista e toccarle il viso. Nobara inizia a ripensare al suo passato nel suo villaggio natio, in cui strinse amicizia con una sua coetanea di nome Fumi e una ragazza più grande chiamata Saori, che alla fine viene scacciata dagli altri abitanti del villaggio, cosa che gettò Nobara nella disperazione. Il giorno in cui partì per Tokyo, Nobara promise a Fumi che un giorno loro tre si sarebbero riunite di nuovo. Mentre vede tutti i suoi vecchi amici circondati in un vuoto bianco di sedie vuote, Nobara dice a Yuji che la sua vita non è stata cosi male, mentre il lato sinistro del suo viso esplode e il suo corpo giace apparentemente morto a terra, con orrore di Yuji. |                   |                   |
| 44                                           | Giusto e sbagliato 3 「理非-参-」 - Rihi -san- | 7 dicembre 2023   | 28 dicembre 2023  |
| 44                                           | Yuji rimane scioccato vedendo il corpo apparentemente senza vita di Nobara, pensando a tutti coloro che non è riuscito a salvare. Mahito approfitta del suo stato mentale e lo attacca eseguendo un Lampo nero, mentre si prende gioco della sua scarsa risolutezza. Quindi appare Todo, che salva Yuji prima che venga ucciso, e gli fa un discorso di incoraggiamento per aiutarlo a uscire dalla sua depressione, mentre le sue ferite vengono curate da Arata Nitta, il quale tenta anche di curare il corpo di Nobara il più possibile. Todo inizia a combattere Mahito e, con una ritrovata determinazione, Yuji si unisce alla battaglia. Nel frattempo, il resto degli studenti di Kyoto si reca a Shibuya per dare manforte. Miwa parla con l'auricolare di Mechamaru, sconvolta dal fatto che questi abbia manipolato gli eventi per "proteggerli", e chiedendogli se ciò è avvenuto per la sua debolezza. Prima di scomparire, Mechamaru dice a Miwa come voleva proteggere la persona che amava, qualunque cosa fosse accaduta, e spera che sia felice, mentre Miwa scoppia in lacrime. La battaglia di Yuji, Todo e Mahito continua, con la tecnica maledetta di Todo insieme al precedente intervento di Nobara che si rivela più preoccupante per Mahito. Dopo che Todo ha eseguito il suo Lampo nero, Mahito scatena un'orda di umani trasfigurati, riportando tutti nelle strade di Shibuya. |                   |                   |
| 45                                           | Metamorfosi 「変身」 - Henshin | 14 dicembre 2023  | 4 gennaio 2024    |
| 45                                           | Yuji e Todo continuano la loro lotta contro Mahito. La maledizione crea diversi potenti umani trasfigurati nel tentativo di tenere occupato Todo, ma è in grado di eliminarli facilmente e riorganizzarsi con Yuji. Prendendo influenza da Gojo, Mahito attiva un'espansione del dominio di 0,2 secondi, evitando la ritorsione di Sukuna, riuscendo anche a colpire Todo. Todo si taglia la mano prima di essere interamente colpito dalla trasfigurazione. Il suo medaglione distrae Mahito abbastanza a lungo da permettergli di attivare la sua tecnica battendo la sua mano, permettendo a Yuji di colpirlo con un Lampo Nero. Tuttavia in quel momento, avendo compreso la natura della sua anima, Mahito assume una nuova forma, e decide di uccidere Yuji per segnare l'inizio della sua vera vita. Todo distrae Mahito facendogli credere di aver usato la sua tecnica, quando in realtà non funziona più, permettendo a Yuji di colpirlo nuovamente con un lampo nero e di distruggere la sua nuova forma. Mahito, terrorizzato e disperato, cerca di vomitare altri umani trasfigurati solo per scoprire che sono finiti. Yuji promette di ucciderlo, non importa quanto tempo passa o quante volte rinascerà, senza bisogno di giustificare le sue azioni come qualcosa di diverso dalla sua natura. Un Mahito completamente isterico tenta di fuggire mentre Yuji lo segue lentamente, ma prima che possa ucciderlo, il falso Geto appare davanti a Mahito, offrendosi di salvarlo. |                   |                   |
| 46                                           | Metamorfosi 2 「変身-弐-」 - Henshin -ni- | 21 dicembre 2023  | 11 gennaio 2024   |
| 46                                           | Panda salva Kusakabe, mentre si scopre che Mei Mei e Ui Ui sono fuggiti in Malesia. Dopo aver usato i suoi spiriti maledetti per inabilitare Yuji, il falso Geto procede ad assorbire e consumare Mahito, prendendo per sé la sua tecnica. Proprio in quel momento, gli studenti di Kyoto arrivano per fornire rinforzi, ma non sono in grado di causare alcun danno efficace. Choso appare all'improvviso, affrontando l'impostore sulla sua vera identità di uomo che ha sperimentato su di lui, Noritoshi Kamo, considerato lo stregone più malvagio della storia; l'impostore rivela che Kamo è una delle tante identità che ha assunto nel corso degli anni. Choso si rende anche conto che Yuji è presumibilmente uno dei suoi fratelli e combatte l'impostore per vendetta. Il potere di Choso non è ancora sufficiente per combattere il falso Geto, e quando il resto degli stregoni cerca di aiutarlo, Urarume interviene e usa la sua tecnica per congelare tutti. Prima che abbiano la possibilità di uccidere qualcuno, Yuki Tsukumo arriva in soccorso di Yuji e gli altri. |                   |                   |
| 47                                           | L'incidente di Shibuya — La chiusura della Soglia 「渋谷事変 閉門」 - Shibuya jihen heimon | 28 dicembre 2023  | 18 gennaio 2024   |
| 47                                           | Yuki affronta il falso Geto a causa delle loro ideologie contrastanti. La prima crede che il prossimo passo nell'evoluzione dell'umanità sia la rimozione dell'energia maledetta, mentre il secondo crede nella sua ottimizzazione. L'impostore procede ad attivare in remoto la mutazione oziosa di Mahito su due diversi tipi di non stregoni in tutto il Giappone, quelli che hanno consumato oggetti maledetti come Yuji e quelli con tecniche maledette latenti come Junpei, trasformandoli tutti in stregoni; tra i risvegliati c'è Tsumiki Fushiguro. Il falso Geto dichiara che costringerà i due gruppi ad uccidersi a vicenda per ottenere una comprensione più profonda dell'energia maledetta. Il ghiaccio di Uraume si scioglie a causa del veleno del sangue di Choso, ma il falso Geto scatena un'orda di spiriti maledetti, permettendo loro di scappare, dicendo a Yuji che ha grandi aspettative per lui, e a Sukuna che sta riportando il mondo a quello dell'era Heian. In seguito, le persone in tutto il paese reagiscono al misterioso attacco a Shibuya, mentre il governo fatica ad affrontare il tutto, progettando di rendere pubblica l’esistenza dell’energia maledetta mentre gli spiriti maledetti dilagano sempre più tra le strade. Nel frattempo, i vertici del mondo della stregoneria dichiarano Gojo complice dell'incidente di Shibuya e vietano la sua liberazione, condannano a morte il preside Yaga e ripristinano l'esecuzione di Yuji, mentre Yuta Okkotsu viene nominato suo carnefice. |                   |                   |

### Episodi speciali (2021-2023)
Il 9 gennaio 2021 su MBS e TBS è stato trasmesso come speciale di capodanno dell'anime un evento della durata di mezz'ora. Lo speciale, interposto tra il primo e il secondo cour della prima stagione, è stato presentato in persona dal doppiatore di Yuji Itadori (Junya Enoki) assieme a quello di Aoi Todo (Subaru Kimura), che avrebbe ricevuto un maggiore coinvolgimento negli episodi successivi.

L'11 e il 18 agosto 2023, nella pausa tra il primo e il secondo cour della seconda stagione, sono andati in onda due episodi di riepilogo. Il primo ripercorre gli eventi antecedenti all'inizio della storia, ovvero il primo cour della seconda stagione e il film Jujutsu kaisen 0 - Il film, mentre nel secondo è ricapitolata la prima stagione dell'anime. I due episodi sono stati pubblicati anche su YouTube il 14 e il 21 agosto, per poi essere rimossi il 1º settembre alle 00:30. In Italia sono stati pubblicati da Crunchyroll su YouTube in versione sottotitolata il 26 agosto 2023.
| Nº | Titolo italiano Giapponese 「Kanji」 - Rōmaji - Traduzione letterale | In onda        | In onda |
| Nº | Titolo italiano Giapponese 「Kanji」 - Rōmaji - Traduzione letterale | Giapponese     |         |
| 1  | 「今からでも間に合う 見逃して後悔はしたくない！スペシャル！」 - Ima kara demo maniau minogashite kōkai wa shitakunai! Supesharu! – "Non è troppo tardi per iniziare - Non voglio perdere l'occasione e pentirmene! Special!" | 9 gennaio 2021 |         |
| 2  | Episodio di riepilogo di Jujutsu kaisen Stagione 2 + Movie 「閑話前編」 - Kanwa zenpen – "Chiacchiere - prima parte" | 11 agosto 2023 |         |
| 3  | Episodio di riepilogo di Jujutsu kaisen Stagione 1 「閑話後編」 - Kanwa kōhen – "Chiacchiere - seconda parte" | 18 agosto 2023 |         |

## Home video

### Giappone
Gli episodi della prima stagione di Jujutsu kaisen sono stati pubblicati per il mercato home video nipponico in edizione DVD e Blu-ray in 8 volumi dal 20 gennaio al 18 agosto 2021.
| Nº | Data             | Dischi | Episodi | Fonti  |
| -- | ---------------- | ------ | ------- | ------ |
| 1  | 20 gennaio 2021  | 1 + CD | 1-3     | [ 85 ] |
| 2  | 17 febbraio 2021 | 1 + CD | 4-6     | [ 86 ] |
| 3  | 17 marzo 2021    | 1 + CD | 7-9     | [ 87 ] |
| 4  | 21 aprile 2021   | 1 + CD | 10-12   | [ 88 ] |
| 5  | 26 maggio 2021   | 1 + CD | 13-15   | [ 89 ] |
| 6  | 23 giugno 2021   | 1 + CD | 16-18   | [ 90 ] |
| 7  | 21 luglio 2021   | 1 + CD | 19-21   | [ 91 ] |
| 8  | 18 agosto 2021   | 1 + CD | 22-24   | [ 92 ] |

Gli episodi della seconda stagione di Jujutsu kaisen verranno pubblicati per il mercato home video nipponico in edizione DVD e Blu-ray in 8 volumi dal 18 ottobre 2023 al 22 maggio 2024. Il primo cour è distribuito tra i primi due volumi e il secondo tra gli ultimi sei.
| Nº                               | Data                             | Dischi                           | Episodi                          | Fonti                            |
| Dote nascosta · Talento sprecato | Dote nascosta · Talento sprecato | Dote nascosta · Talento sprecato | Dote nascosta · Talento sprecato | Dote nascosta · Talento sprecato |
| -------------------------------- | -------------------------------- | -------------------------------- | -------------------------------- | -------------------------------- |
| 1                                | 18 ottobre 2023                  | 1 + CD                           | 25-27                            | [ 93 ]                           |
| 2                                | 22 novembre 2023                 | 2                                | 28-29                            | [ 94 ]                           |
| L'incidente di Shibuya           |                                  |                                  |                                  |                                  |
| 1                                | 20 dicembre 2023                 | 1 + CD                           | 30-32                            | [ 95 ]                           |
| 2                                | 24 gennaio 2024                  | 1 + DVD                          | 33-35                            | [ 96 ]                           |
| 3                                | 21 febbraio 2024                 | 1 + CD                           | 36-38                            | [ 97 ]                           |
| 4                                | 20 marzo 2024                    | 1 + DVD                          | 39-41                            | [ 98 ]                           |
| 5                                | 17 aprile 2024                   | 1 + CD                           | 42-44                            | [ 99 ]                           |
| 6                                | 22 maggio 2024                   | 1 + DVD                          | 45-47                            | [ 100 ]                          |

### Italia
In Italia, la prima stagione di Jujutsu kaisen è pubblicata da Dynit in due box per il mercato home video in edizione DVD e Blu-ray. Ogni box contiene tre dischi, un booklet, uno sticker e un poster. Il primo è stato rilasciato il 31 maggio 2023 e il secondo il 27 settembre.
| Nº | Data              | Dischi | Episodi | Fonti           |
| -- | ----------------- | ------ | ------- | --------------- |
| 1  | 31 maggio 2023    | 3      | 1-13    | [ 103 ] [ 104 ] |
| 2  | 27 settembre 2023 | 3      | 14-24   | [ 105 ] [ 106 ] |